# Перу на летних Олимпийских играх 1968
Перу принимала участие в летних Олимпийских играх 1968 года в Мехико (Мексика) в шестой раз за свою историю, но не завоевала ни одной медали. Сборную страны представляли 28 спортсменов, из них 12 женщин.

## Результаты соревнований

### Лёгкая атлетика
Мужчины
Технические дисциплины
| Дисциплина      | Спортсмен         | Квалификация | Квалификация | Финал                | Финал                |
| Дисциплина      | Спортсмен         | Результат    | Место        | Результат            | Место                |
| --------------- | ----------------- | ------------ | ------------ | -------------------- | -------------------- |
| прыжок в высоту | Роберто Абугаттас | 2,00         | 35           | завершил выступление | завершил выступление |